# Maria Niemand und ihre zwölf Väter
Maria Niemand und ihre zwölf Väter (o Das Findelkind) è un film muto del 1915 diretto da Hubert Moest. In italiano, il titolo si può tradurre letteralmente come Maria Nessuno e i suoi dodici padri.

## Produzione
Il film fu prodotto da Franz Vogel per la Eiko Film GmbH.

## Distribuzione
Fu presentato al Kurfürstentheater di Berlino nel 1915 con il visto di censura datato agosto 1915 che ne vietava la visione ai minori.